# Simon Dahl
Simon Dahl, född 6 februari 1975, är en svensk beachvolleybollspelare. Han är generalsekreterare för Svenska volleybollförbundet sedan 2022.
Dahl utgjorde tillsammans med Björn Berg det svenska landslaget i beachvolleyboll till och med 2004. I olympiska spelen 2004 tog de sig till åttondelsfinal men besegrades där av det spanska laget.
Dahl gjorde senare en satsning på världstouren tillsammans med Stefan Gunnarsson under 2006, dock utan större framgångar. 2009 gjorde Dahl comeback i Sverige på Swedish Beach Tour tillsammans med sin gamla vapendragare Björn Berg. Under 2009-2010 var de det mest framgångsrika laget på touren.[källa behövs]
Parallellt med spelandet har Dahl jobbat som projektledare för PAF Open.[källa behövs]
Inför säsongen 2011 blev Dahl manager för de amerikanska världsettorna, tillika olympiska mästarna och världsmästarna, Todd Rogers och Phil Dalhausser.
Dahl har även spelat traditionell volleyboll i elitserien för Habo Wolley.[källa behövs]

## Meriter
- 2004: 9:a OS
- 2004: 5:a EM
- 2003: 9:a VM
- 2000: 19:e OS
- 1998: 7:a EM